# HD 65216 b
HD 65216 b是一顆位於船底座的系外行星，距離地球約116光年，母恆星是 HD 65216。該行星是由日內瓦系外行星搜尋計劃於2003年以徑向速度法發現。

## 行星狀態
該行星的質量下限是木星的1.2倍，真實質量可能會稍高。該行星的軌道離心率很高，軌道半長軸稍低於火星和太陽的距離，但它的近拱點只有約0.8天文單位，遠拱點則接近2天文單位。

## 外部連結
- . The Extrasolar Planets Encyclopaedia.   [2008-08-22]. （原始内容存档于2012-05-05）.
- . Exoplanets.   [2008-08-22]. （原始内容存档于2009-11-25）.
- . Geneva Observatory data.   [2008-08-22]. （原始内容存档于2020-02-25）.